# Los Repollos
Los Repollos es una localidad argentina de la Comarca andina del Paralelo 42, ubicado en el departamento Bariloche, provincia de Río Negro, más exactamente en el suroeste de dicha provincia, ubicado a 654 metros sobre el nivel del mar y en la latitud Sur 41° 51' 0" y longitud Oeste 71° 25' 0".

## Población
A partir del censo 2022 se registró una población de 170 habitantes que se repartieron entre 85 hombres y 85 mujeres. Sin embargo, las cifras obtenidas fueron estimativas solo teniendo en cuenta a la población en viviendas particulares; es decir, excluyendo del dato a la población institucional y las personas sin hogar.Gracias a este censo también fue posible conocer su densidad y tamaño urbano.

## Reserva Forestal Los Repollos
La reserva fue creada en 1941 con el Decreto n.º 96.951/41. De la administración de este espacio se encargan el INTA  y el Servicio Forestal Andino. La reserva tiene una extensión que va de las 100 a las 116 hectáreas, y su objetivo era preservar los recursos forestales, hacer un uso sustentable de esos recursos e investigar acerca de esos los recursos. La especie predominante en la región es el ciprés.